# Vuelta a la Patria
Vuelta a la Patria es la producción lírica más conocida y famosa del poeta venezolano Juan Antonio Pérez Bonalde. Fue publicado por primera vez en  el libro Estrofas que el poeta editó en Nueva York,Estados Unidos en 1877. 
Según investigaciones realizadas por el crítico Santiago Key Ayala, el poeta concibió este poema en 1876 en su segundo retorno a Venezuela, motivado por la muerte de su madre. Dicho viaje fue realizado navegando hacia Puerto Cabello y no hacia La Guaira, como muchos suponían, por lo tanto el poeta no tenía por delante el paisaje que le servía de inspiración en ese momento. Key Ayala agrega que el poeta soñaba que iba hacia La Guaira. Esto explica por qué el paisaje descrito en la primera parte del poema está como desdibujado, un poco apagado, con colores muy tenues, e íntimamente ligado a un estado remoto de felicidad asociado con el mundo de su infancia.

## Estructura
Vuelta a la Patria es un poema de cierta extensión que está estructurado en dos partes muy bien definidas por los motivos que la inspiran. La primera es el poema del amor a la patria, donde el poeta aparta las emociones más dolorosas y solo deja las emociones más dulces y los colores y las formas más livianas.
La segunda parte tiene como motivo fundamental el dolor que el poeta padece por la pérdida de su madre, muerta durante su ausencia.

## Sinopsis
El poema comienza cuando el poeta va de regreso y el barco se acerca a las riberas de Venezuela. Poco a poco los elementos del paisaje se van haciendo presentes y traen a su memoria los recuerdos más felices de su infancia. Una vez que pisa el suelo de la patria, emprende en coche el viaje de ascenso hacia la ciudad añorada y de nuevo las imágenes naturales son asociadas con los más alegres tiempos de su vida pasada. De pronto ese estado de ensimismamiento se ve interrumpido cuando el cochero le advierte la presencia de la ciudad. Entonces el poeta se emociona y siente un súbito deseo de apurar la marcha para entrar en contacto con los suyos, pero, al volver a la realidad, se da cuenta de que no tiene hogar y decide ir al cementerio donde lo aguarda la tumba de su madre. En medio de un estado doloroso, de angustia e inconformidad, concluye la primera parte de Vuelta a la Patria.
La segunda parte tiene las características de una elegía. El poeta va presentando los diferentes estados de ánimo que invaden su mente mientras se desahoga ante la tumba de la madre. Lentamente se le van agolpando los recuerdos como en una especie de dolorosa cadena que va desde la triste y última despedida que dio a su madre enferma, hasta el nuevo retorno a la Patria, después de haber sido golpeado por los rigores del destierro. Luego, ya al final de su discurso lírico, se conforma ante la pérdida irreparable, reafirma su amor filial y anuncia su decisión de enfrentarse de nuevo con la vida hasta que lo sorprenda la muerte.